# کتابخانه ریاست‌جمهوری آمریکا

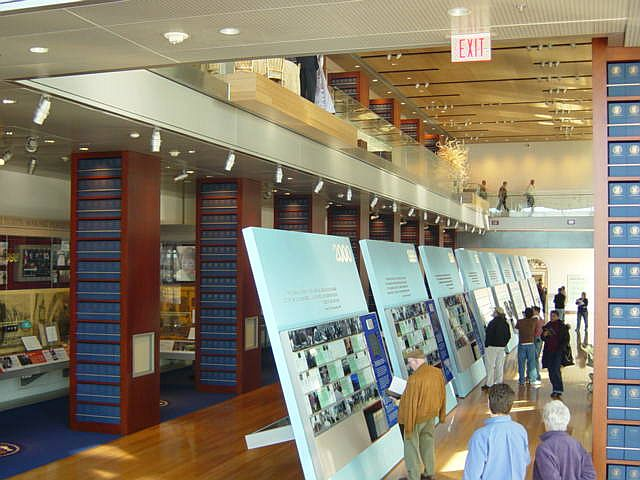
درون موزه و کتابخانهٔ پارک و مرکز ریاست جمهوری بیل کلینتون در لیتل راک

کتابخانه‌های ریاست جمهوری (به انگلیسی: Presidential library) یک سامانهٔ کتابخانه در ایالات متحدهٔ آمریکا هستند.
این کتابخانه‌ها، علاوه بر فراهم کردن یک محیط فرهنگی برای شهروندان آمریکا، نقش آرشیو ملی مدارک قوهٔ اجرائیه در دوران هر رئیس‌جمهور ایالات متحده آمریکا را برعهده دارد.
دفتر ملی بایگانی و مدارک آمریکا مسئولیت سرپرستی این کتابخانه‌ها را برعهده دارد.
سنت است که رئیس‌جمهور آمریکا، پس از دورهٔ زمامداری خود، در شهر منتخب خود این کتابخانه را تأسیس کند، تا علاوه بر غنی کردن آن شهر، با افزودن یک مرکز فرهنگیِ جدید، نقش آرشیوسازی تمام مدارک، هدایا، و وسائل دارای اهمیت آن دوره از ریاست جمهوری را برای آیندگان برعهده داشته‌باشد.
رسم است که این کتابخانه‌ها را تحت قیمومیت یک دانشگاهِ با اسم‌ و رسم قرار دهند، و معمولاً دانشگاه‌ها بر سر افتخار میزبانی این نوع مراکز، رقابت سرسختانه‌ای با یکدیگر انجام می‌دهند. برای نمونه، برای تصاحب حق میزبانی کتابخانهٔ ریاست جمهوری جورج دبلیو بوش، ۶ دانشگاه کالج میدلند، سامانهٔ دانشگاه تگزاس، دانشگاه بیلور، دانشگاه متودیست جنوبی، دانشگاه دالاس، و دانشگاه فناوری تگزاس با یکدیگر به رقابت پرداختند.